# Американское общество по сварке
Америка́нское о́бщество по сва́рке (англ. American Welding Society — AWS) — некоммерческая организация, занимающаяся проблемами стандартизации процессов сварки, соединений деталей, пайки твёрдым и мягким припоем, резки, наплавки и газотермического напыления.
Основано в 1919 году как некоммерческая организация для совершенствования теоретических основ, способов практического применения сварочных работ и смежных с ними областей, связанных с соединением деталей, как в производственных помещениях, так и в высотных конструкциях, как при производстве военной техники, так и бытовых изделий.
В настоящее время AWS продолжает свою деятельность по поддержке совершенствования знаний и технологий в области выполнения сварки.
В AWS состоят более 73 000 человек и более 1 300 корпоративных членов по всему миру, объединившихся с целью содействия развитию технологии, теории и практики сварки. Членами общества являются инженеры, учёные, педагоги, исследователи, сварщики, инспектора, коммерческие партнёры, руководители компании и служащие, круг интересов которых включает автоматическую, полуавтоматическую и ручную сварку, наплавку, напыление, пайку твёрдым припоем, пайку мягким припоем, а также вопросы, касающиеся безопасности и здоровья.

## Стандарты
В соответствии с процедурами Американского Национального Института Стандартов (ANSI), AWS разработало около 230 стандартов (включая нормы и правила, спецификации изделия, рекомендованные инструкции, методы, и рекомендации) по процессам выполнения сварочных работ и сходным процессам. Основной стандарт AWS — AWS D1.1/D1.1M Structural Welding Code — Steel (Нормы и правила выполнения сварки строительных конструкций — Сталь) — ежегодно обновляется и является нормативным документом в области сварки. Для обеспечения документами людей, занимающихся сваркой, AWS занимается рассылкой выпускаемой документации.

## Штаб-квартиры
Первая штаб квартира Американского сварочного общества была расположены в Нью-Йорке в здании инженерных обществ. 42 года организация провела в этом здании, прежде чем переехала в инженерный центр United Engineering Center, который также расположен в Нью-Йорке. В 1971 году Общество вновь перенесло свою штаб-квартиру, на этот раз в Майами, штат Флорида. Американское общество специалистов по сварке проработало там 30 лет, прежде чем вновь переехало в Doral, Флорида, в семи милях от старого здания.
В августе 2012 года американский сварочное общество переехало в Doral, Флорида. Во время торжественного открытия нового здания общества, президент AWS Уильям Райс сказал: «Недавно отреставрированная пятиэтажка в Doral предлагает нам именно то, что нам нужно. Здесь в три раза больше офисных и конференц залов».
В вестибюле штаб-квартиры установлена бронзовая скульптура сварщика, созданная скульптором Грегори Джонсонсом.

## Публикации
Общество издает литературу по сварке.

### Журналы
- Сварочный журнал (англ. Welding Journal) издается ежемесячно, начиная с октября 1922 года и предоставляет читателю авторские статьи по вопросам управления бизнесом и профессионального развития в области сварки, результаты исследований в области совершенствования и применения сварочных технологий и оборудования, новости о сварочное оборудование и их производителей, важные промышленные и научные новости, сообщения типа «как это сделать», информацию поставщикам и т. Требования к изложению и оформлению статей в журнале размещены на сайте AWS[1].

- Журнал Аспекты инспектирования (англ. Inspection Trends) ориентирован в основном на инспекторов, которые выполняют работы в области контроля сварных соединений, и содержит материалы по проверке и испытаниям профессионалов и испытательного оборудования, сертифицированных сварочное общество, включая всех сертифицированных сварочных инспекторов (англ. Certified Welding Inspectors).
- Журнал Сварочный рынок (англ. Welding Marketplace) издается ежеквартально и ознакомит читателей с текущим состоянием рынка и спроса на выполнение сварочных работ и на сварочное оборудование, с «горячими» новинками в области сварочного оборудования и сварочных технологий, и с состоянием дел и применением сварки в промышленности. Журнал доступен для пользователей как на бумажных, так и на электронных носителях.

### Справочники
Справочник по сварке (англ. WeldingHandbook) представляет собой многотомное издание тщательно подобранной, проверенной практикой доступной информации, необходимой для работы инженеров, инженеров по проектированию и изготовлению металлоконструкций, технологов, инспекторов, сварщиков, преподавателей по сварке и всех, кто нуждается в такой информации. По состоянию на 2014 год справочник имеет четыре тома, девятого издания. Вторая часть третьего тома доступна только в восьмом издании и будет переиздана как пятый том девятого издания:
- Справочник по сварке. Наука и технологии сварки. 9-е издание, Том И = Welding Handbook. Welding Science and Technology. — 9th Edition. Volume I. — AWS. — ISBN 0-87171-657-7 .
- Справочник по сварке. Процессы сварки. Часть 1. 9-е издание, Том 2 = Welding Handbook. Welding Processes Part 1. — 9th Edition. Volume II. — AWS. — ISBN 0-87171-729-8 .
- Справочник по сварке. Процессы сварки. Часть 2. 9-е издание. Том 3. = Welding Handbook. Welding Processes Part 2. — 9th Edition. Volume III. — AWS.
- Справочник по сварке. Материалы и присадки. Часть 1. 9-е издание. Том 4. = Welding Handbook. Materials and Applications, Part 1. — 9th Edition. Volume IV. — AWS. — ISBN 978-0-87171-759-7 .
- Справочник по сварке. Материалы и присадки. Часть 1. 8-е издание. Том 3. = Welding Handbook. Materials and Applications, Part 1. — 8th Edition. Volume III. — AWS. — ISBN 0-87171-470-1.